# Casa dels Amos del Molins
La Casa dels Amos del Molins és una masia de Viladrau (Osona) protegida com a Bé Cultural d'Interès Local.

## Descripció

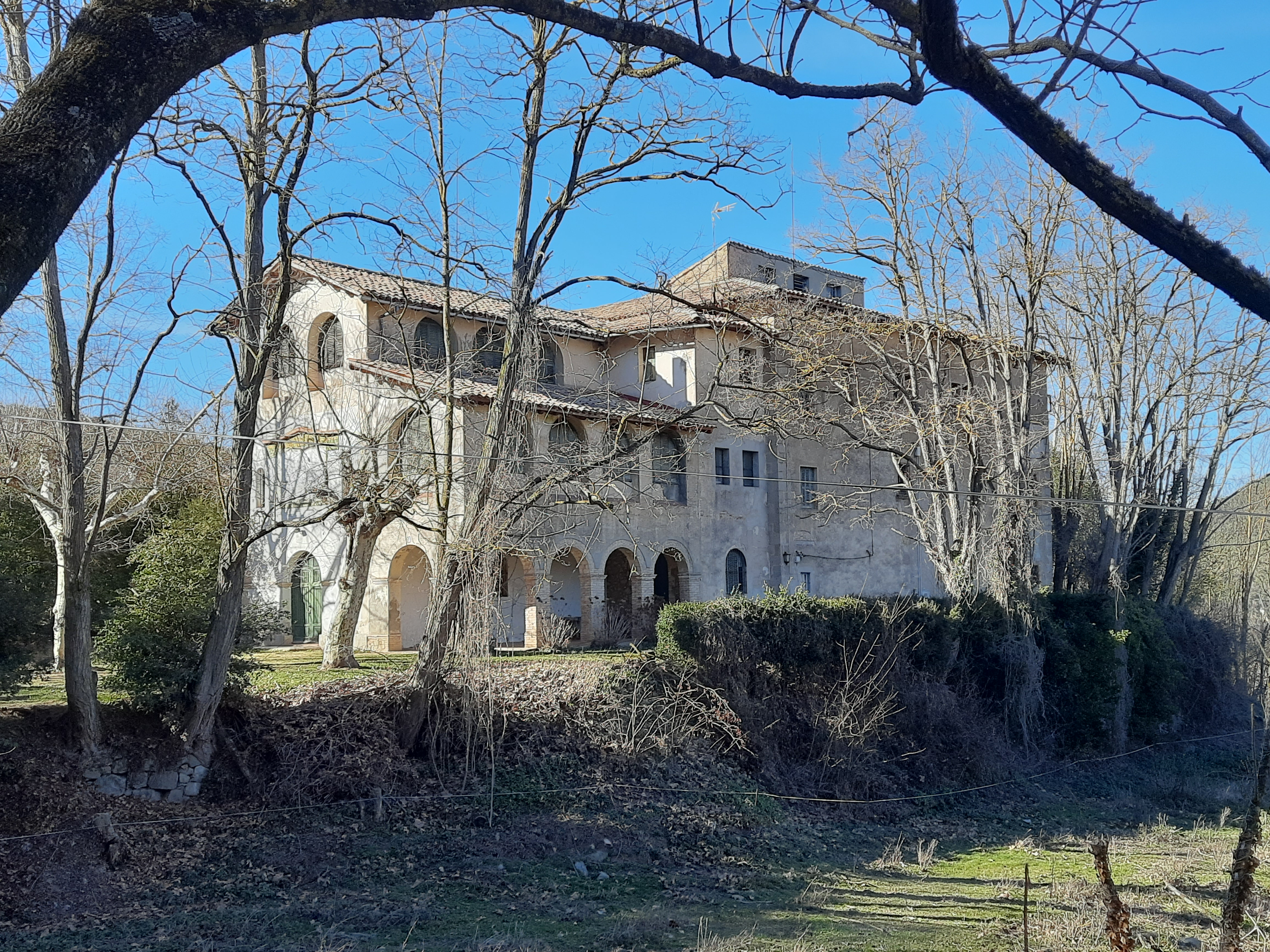

Masia de planta rectangular (11x9) adossada pel nord al cos de la masia probablement més antic, i coberta a dues vessants amb el carener perpendicular a la façana situada a migdia. Consta de planta i dos pisos, i un cos de porxo adossat a la façana E d'un sol pis. La façana principal presenta a la planta un portal d'arc de mig punt, i una arcada idèntica que dona a unes voltes al sector E; el primer pis presenta un bonic rellotge de sol al centre, i dues finestretes laterals d'arc de mig punt amb forjat; al segon pis observem dos finestrals d'arc de mig punt centrals. La façana E (cos de porxo) presenta quatre arcades, i una finestra d'arc de mig punt a la planta; quatre finestrals d'arc de mig punt amb finestra al primer pis. La façana O presenta a la planta dues finestres d'arc de mig punt forjat; tres finestrals rectangulars al primer pis, i cinc arcades amb finestra, una de les està tapiada, al segon pis. La façana N com hem dit està adossada a la casa pairal.

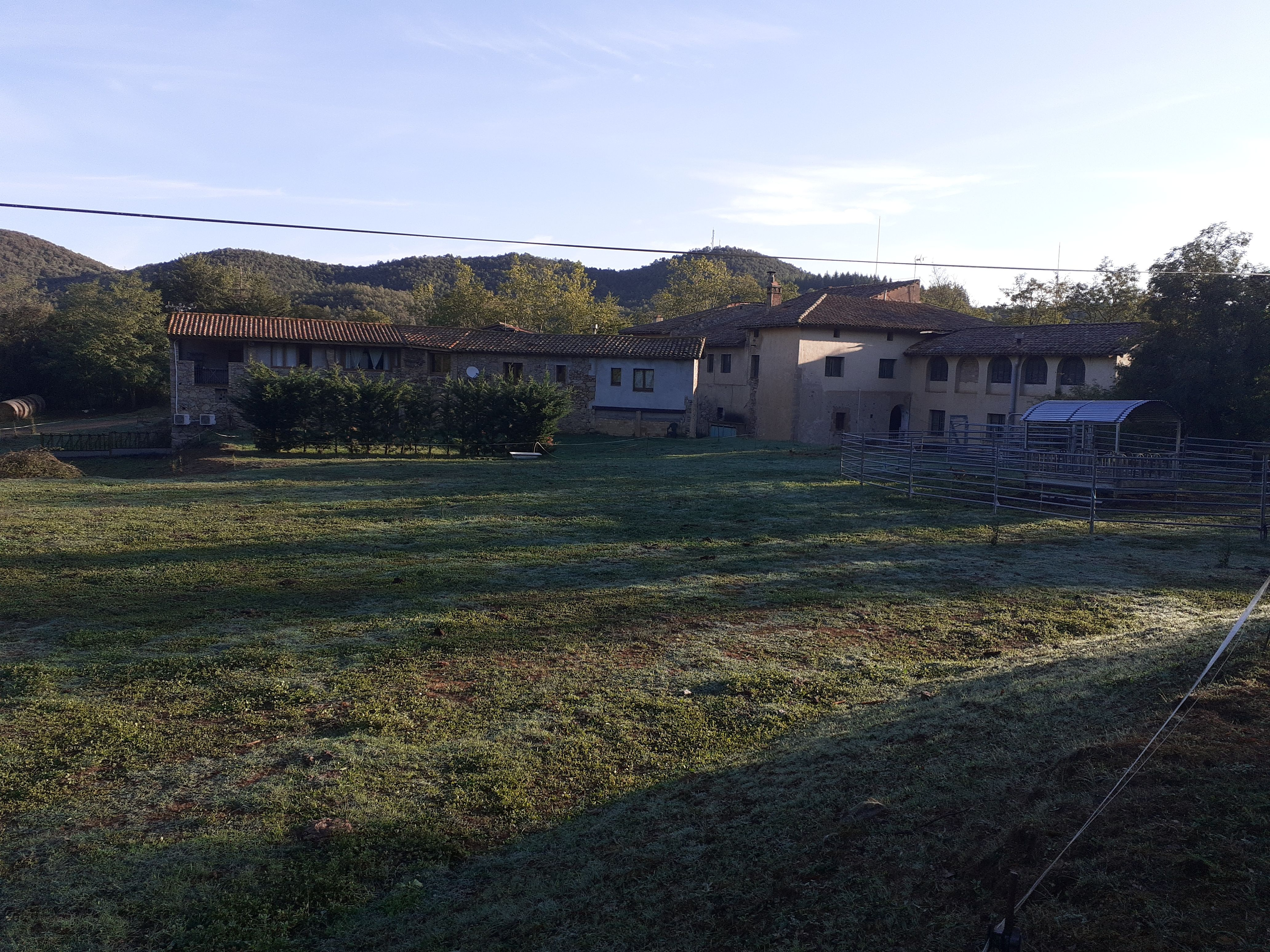
Façana a ponent (a la dreta), juntament amb la masoveria (al centre) i les corts (a l'esquerra)

Garatge. Edifici de planta rectangular (13x6) cobert a dos vessants amb el carener paral·lel a la façana de migdia. Presenta diverses etapes constructives. Consta de planta i un primer pis utilitzat com a habitatge. La façana principal presenta dos grans portals d'arc escarser de totxo, un dels quals, el situat al sector E està tapiat parcialment de manera que esdevé una porta allindada més petita. En el sector O, que està construït amb peces de gresa unides amb calç, hi ha una petita finestra quadrada. La façana O presenta un cos de totxana adossat a la planta on hi ha unes corts i dues finestres al primer pis. La façana E presenta una finestra estreta a la planta i dues de bessones al primer pis, sota el carener. La façana N és cega.
Cabana d'era de planta rectangular (18x7) amb coberta a dos vessants amb el carener perpendicular a la façana de migdia. Consta de baixos, destinats a corts, planta, una pallissa i un cos adossat al sector O. La façana principal presenta dos cossos ben diferenciats al centre dels quals hi ha un pilar amb base de pedra i afegit de totxo que suporta el carener. Un cos de corts, amb mur només a la planta, al qual s'accedeix a través d'un portal rectangular amb emmarcaments de granit i llinda de fusta a la pallissa i un pilar assentat sobre el mur de la cort. L'altre sector presenta una entrada reforçada per una biga de portland, situada entre dos pilars a la planta. La façana E presenta dues finestres a la planta. La façana N que dona al pendent del terreny presenta als baixos dos portals que donen a les corts. La façana O és cega.
Corts. Edifici de planta rectangular irregular (29x5) cobert a dos vessants amb el carener paral·lel a la façana nord. Consta de planta i primer pis el qual sembla servir d'habitatge, mentre que el sector O presenta planta i paller. La façana principal te a la planta quatre portals amb llinda de fusta tots ells situats en el sector E. Des d'aquí es pot accedir al primer pis per un portal amb escales. També en el sector O en trobem unes que condueixen al paller el sostre del qual és sostingut per unes boniques encavallades que descansen sobre pilars de totxo. La façana E presenta una finestra de totxo al primer pis. La façana S presenta un portal rectangular amb llinda de fusta que dona a les corts de les vaques i una finestreta en el sector O. Pel que fa al sector E hi ha quatre finestres al primer pis. La façana O és cega.

## Història
Edifici del segle xix relacionat amb l'antic mas Molins que formava part dels 82 masos que existien en el municipi pels volts de 1340, segons consta en els documents de l'època. El trobem registrat en els fogatges de la "Parròquia i terme de Viladrau fogajat a 6 de octubre 1553 per Joan Masmiguell balle com apar en cartes 230", juntament amb altres 32 que continuaven habitats després del període de pestes, on consta un tal "Salvedor Molins". Els actuals propietaris mantenen la cognominació d'origen.
El garatge és una construcció del segle xx, la cabana d'era està datada al segle xvi mentre que l'edificide les corts data del segle xviii.